# Хипотиреоза
Хипотиреоза је системски поремећај изазван недостатком хормона штитне жлезде у периферним ткивима.

## Етиологија
Примарна хипотиреоза може да буде узрокована атрофијом штитне жлезде или настаје у последњем стадијуму хроничног лимфоцитног тиреоидитиса (упала штитне жлезде), али је често јатрогеног порекла - јавља се после лечења хипертиреозе радиоактивним јодом или субтоталном тиреоидектомијом (одстрањење дела жлезде), током тиреосупресивне терапије или узимања лекова који утичу на метаболизам јода.
Секундарна хипотиреоза је последица деструкције хипофизе постпарталним крварењем (великим губитком крви након порођаја), повреда главе, тумора или идиопатске атрофије ове жлезде.
Терцијарна хипотиреоза је изазвана поремећајима у хипоталамусу.

## Клиничка слика
Основни симптоми су неподношење хладноће, сувоћа и перутање коже, промуклост, парестезије (осећај трњења и пецкања појединих делова тела) и болни грчеви у мишићима, повећање телесне тежине, опстипација (затвор), смањено знојење итд. Током прегледа се констатују успорени покрети, груба кожа и коса, хладна кожа, пастозно лице, отоци и брадикардија (успорен рад срца). У поодмаклом стадијуму хипотиреозе, у кожи и другим ткивима нагомилавају се депозити мукопротеина.

## Лечење
За лечење хипотиреозе се користи L-тироксин. Ако је лечење правилно, прогноза болести је одлична. У организму се постепено успоставља нормална концентрација хормона, што је праћено престанком симптома и поправљањем свих биохемијских абнормалности хипотиреозе.